# Liriomyza paranaensis
Liriomyza paranaensis este o specie de muște din genul Liriomyza, familia Agromyzidae, descrisă de Spencer în anul 1966. Conform Catalogue of Life specia Liriomyza paranaensis nu are subspecii cunoscute.